# Petrochirus diogenes
Petrochirus diogenes är en kräftdjursart som först beskrevs av Carl von Linné 1758.  Petrochirus diogenes ingår i släktet Petrochirus och familjen Diogenidae. Inga underarter finns listade i Catalogue of Life.